# وست‌فالیا (ایندیانا)
وست‌فالیا (به انگلیسی: Westphalia) یک منطقهٔ مسکونی در ایالات متحده آمریکا است که در شهرستان ناکس، ایندیانا واقع شده‌است. وست‌فالیا ۲۰۲ نفر جمعیت دارد و ۱۴۲٫۰۴ متر بالاتر از سطح دریا واقع شده‌است.